# پی‌اس‌آر بی۱۹۱۳+۱۶
پی‌اس‌آر بی۱۹۱۳+۱۶ یک ستاره است که در صورت فلکی عقاب قرار دارد. این دوتایی که به دوتایی هالس-تیلر نیز شناخته می‌شود، اولین بار در سال ۱۹۷۴ توسط این دو نفر کشف شد. با کشف این سیستم دوتایی و پایش آن در مدت چندین سال، مشاهده‌شد که مدار گردش آن‌ها در حال کاهش است و با اندازه‌گیری مقدار دقیق این کاهش مدار، مشاهده شد که این مقدار دقیقا با مقدار پیش‌بینی‌شده در نظریه نسبیت عام مبنی بر این‌که سیستم‌های دوتایی به دلیل انتشار امواج گرانشی، انرژی از دست می‌دهند مطابقت دارد. این کشف اولین شاهد غیر مستقیم بر وجود امواج گرانشی که در نظریه نسبیت عام انیشتین پیش‌بینی‌شده‌ بوده‌است. این دو نفر بخاطر کشف این سیستم دوتایی و پژوهش‌های انجام‌شده روی این سیستم و در نهایت آشکارسازی غیرمستقیم امواج گرانشی، در سال ۱۹۹۳ جایزه نوبل را دریافت کردند.

## [۱][۲]منابع
- مشارکت‌کنندگان ویکی‌پدیا. «PSR B1913+16». در دانشنامهٔ ویکی‌پدیای انگلیسی، بازبینی‌شده در ۲۲ مه ۲۰۱۱.

1. ↑  Weisberg, Joel M.; Taylor, Joseph H.; Fowler, Lee A. (1981-10). "Gravitational Waves from an Orbiting Pulsar". Scientific American. 245 (4): 74–82. doi:10.1038/scientificamerican1081-74. ISSN 0036-8733. {{cite journal}}: Check date values in: |date= (help)
2. ↑  "NASA - Orbiting Stars Flooding Space With Exotic Gravitational Waves". www.nasa.gov (به انگلیسی). Archived from the original on 25 January 2022. Retrieved 2021-06-03.